# Kim Monzo
Žoakim Monzo i Gomez, poznat kao Kim Monzo (Barselona, 24. mart 1952) je katalonski pisac, autor romana, kratkih priča i članaka. Pisao je najviše na katalonskom jeziku. Njegova dela prevedena su na više od 25 jezika. Takođe, bavi se i prevođenjem.

## Biografija
Rođen je u andaluzijsko-katalonskoj porodici. Odmalena ga je interesovalo čitanje. Studirao je grafički dizajn u školi Masana u Barseloni. Njegovi profesionalni umetnički počeci u grafičkoj umetnosti bili su u kompanijama kao što je Hari Valker, kompanija opreme za automobile. Kasnije se bavio i televizijskim scenarijem. Sedamdesetih godina 20. veka ulazi u svet novinarstva, kao saradnik-ratni dopisnik i kolumnista u periodičnoj štampi. U saradnji sa Albertom Abrilom, pisao je izveštaje o Vijetnamu, Kambodži, Severnoj Irskoj i Istočnoj Africi za barselonske novine Tele/eXpres. Trenutno živi u Madridu i redovan je urednik dnevnih novina La Vanguardia.
Monzo ima višestruke tikove kao rezultat Turetovog sindroma, kao i opsesivno-kompulzivnog poremećaja.

## Književno stvaralaštvo
Kao pisac prvi put se pojavljuje sa romanom L'udol del griso 1976. godine. Kasnije je sa izdavačkom kućom Quaderns Crema objavio druge zbirke priča, kao što su Uf, va dir ell (1978), Olivetti, Moulinex, Chaffoteaux et Maury (1980), L’illa de Maians (1985), El perquè de tot plegat (1993) i Guadalajara (1996) koje su sakupljene u knjizi Vuitanta-sis contes (1999) koje su 2000. godine dobile nagradu Zlatno pismo i Nacionalnu nagradu katalonske književnosti. Takođe, napisao je i tri kompilacije: El millor dels mons (2001), Tres Nadals (2003) i Mil cretins (2007). Osamdesetih godina, uporedo sa pisanjem priča, Monzo je objavio desetine članaka i dva romana: Benzina (1983) i La magnitud de la tragèdia (1989).
Od sredine osamdesetih godina bio je saradnik Radija Katalonije, TV3 i RAC1. Prevodio je Trumana Kapotea, J. D. Salingera, Reja Bredberija, Tomasa Hardija, Harveja Fajerstajna, Ernesta Hemingveja, Džona Barta, Roalda Dala, Meri Šeli, Havijera Tomea, Artura Milera, Erika Bogosijana, etc. Sa Kukom Kanals napisao je dijaloge za film Jamón, jamón režisera Bigasa Lune. Takođe, napisao je dramsku predstavu za pozorište El tango de Don Joan, sa Žeromeom Savarijem. Napisao je i kolumne mišljenja za nekoliko novina: Diari de Barcelona, Avui, El Periódico de Catalunya, El Correo Catalán i El País.
Tokom svoje karijere dobio je nekoliko nagrada, uključujući i nagradu Premi Prudenci Bertrana de novel·la za roman L'udol del griso al caire de les clavegueres 1976. godine, nagradu Premi Crítica Serra d'Or za naraciju 1981. godine, a 1981. i 1994. godine za Olivetti, Moulinex, Chaffoteaux et Maury, L’illa de Maians i El perquè de tot plegat, a 1997. godine za Guadalajara. Dobio je nagradu Premi de Novel·la El Temps 1989. godine, za roman La magnitud de la tragèdia, nagradu Premi Ciutat de Barcelona za El perquè de tot plegat 1993. godine, nagradu Premi Lletra d'Or i nagradu Premi Nacional de Literatura 2000. godine za zbirku priča Vuitanta-sis contes, kao i nagradu Premi Maria Àngels Anglada 2008. godine za knjigu Mil cretins.
Na njegovo stvaralaštvo uticali su američki pisci Robert Kuver, Džon Bart i Donald Bartelme, kao i južnoamerički avangardisti Giljermo Kabrera Infante, Hulio Kortasar i Adolfo Bioj Kasares i, posebno u njegovim prvim tekstovima, primećuje se teoretski doprinos Remona Kenoa

### Zbirke članaka
Novinski članci Monzoa prikupljeni su u knjigama koje uključuju i neke priče objavljene u štampi.
- No plantaré cap arbre je delo iz 1994. godine koje objedinjuje članke i neke priče objavljene u novinama Avui i El Periódico de Catalunya 1991, 1992. i 1993. godine.
- Del tot indefens davant dels hostils imperis alienígenes je delo iz 1998. godine koji objedinjuje članke i neke priče objavljene u novinama Avui, El Periódico de Catalunya i La Vanguardia od 1993. do 1997. godine.
- Tot és mentida je delo iz 2000. godine koji objedinjuje stotinu članaka i nekoliko priča koje su se pojavile u novinama La Vanguardia 1997, 1998. i 1999. godine.
- El tema del tema je delo iz 2003. godine koje objedinjuje članke i neke priče objavljene u novinama La Vanguardia 1999, 2000. i 2001. godine.
- Esplendor i glòria de la Internacional Papanates je delo iz 2010. godine koje uključuje 115 članaka i nekoliko priča koje su se pojavile u novinama La Vanguardia 2001, 2002, 2003 i 2004. godine.

Godine 2007. dobio je da napiše i izrecituje nastupni govor na Sajmu knjiga u Frankfurtu na kom je tema bila katalonska kultura. Monzo je to prihvatio i, za tu priliku, dizajnirao je disertaciju u obliku priče koja se potpuno razlikovala od tradicionalnih diskursa.
Od decembra 2009. do aprila 2010. godine, na izložbi Arts Santa Mònica de Barcelona, održana je retrospektivna izložba o njegovom životu i radu pod nazivom „Monzo".
Godine 2018. osvojio je nagradu Premi d'Honor de les Lletres Catalanes kao priznanje za svoje stvaralaštvo.
Njegove knjige prevedene na srpski jesu Benzin (kat. Benzina), Uzrok svega (kat. El perquè de tot plegat), Svet najbolji od svih (kat. El millor dels mons).

## Spoljašnje veze
- Quim Monzó - zvanični sajt
- Quim Monzó - AELC
- Quim Monzó - La Vanguardia
- Quim Monzó - El Punt Avui
- Quim Monzó - elPeriódico[мртва веза]
- Profil u izdavačkoj kući Quaderns Crema
- Exposició Monzó a Arts Santa Mònica